# Àngels Gimeno
Àngels Gimeno Romero (n. Barcelona) es una escritora española que comenzó colaborando con su marido, Rafael Barberán Domínguez, en las novelas escritas como Ralph Barby.

## Biografía
Àngels Gimeno Romero nació en Barcelona, Cataluña, España. Trabajó como secretaria en la empresa de aviación española. En un club de ajedrez conoció a su esposo Rafael Barberán Domínguez, un químico que trabajaba en una empresa estadounidense. Su marido perdió el trabajo debido a un grave problema de visión en las máculas que limita su visión central, dolencia contraída mientras realizaba el servicio militar obligatorio en Ceuta. Ella le enseñó a escribir a máquina y le ayudó a depurar los libros que comenzó a escribir. Tras el cierre de la editorial Bruguera, ella y su marido crearon su propia editorial, Ediciones Olimpic. Con ella publicaron numerosas novelas del oeste y de terror. También ha publicado novelas para el mercado del audiolibro.

### BNC Mágica
1. El diablo azul (2004)
2. Como un tiburón (2004)
3. El vestido  (2008)

### Novelas independientes
- El médico en celo (2012)
- El químico escéptico (2014)
- La escritora fantasma (2014)

Las mil y una noches del Liceu (2022)
Perlas con mucho limón y poca miel. Conjunto de 22 relatos, julio 2023.

### Ensayos
- Creativos de la Vieja Europa (2013)